# Les cloches sonnent pour tout le monde
Pour plus de détails, voir Fiche technique et Distribution.
Les cloches sonnent pour tout le monde (titre original : Die Glocke ruft) est un film autrichien réalisé par Franz Antel sorti en 1960.

## Synopsis
Le père Stadler, curé de la paroisse de Saint-Justin, a des ennuis avec les villageois. L'homme de Dieu moderne et ouvert d'esprit a eu l'idée de puiser dans le fonds de dons pour l'achat d'un nouvel orgue et de le distribuer de manière anonyme dans des dons de bienfaisance à des concitoyens dans le besoin. Cette manière pas tout à fait légale lui semble être une manière sensée d'agir de manière chrétienne et miséricordieuse à la fois. Mais le rusé opérateur de cinéma August Ehrlich ("Honnête" en français), l'homme le plus puissant du village, le surprend.
Ehrlich pense que ces "miracles" accomplis sur ceux qui en ont besoin devraient être exploités d'une manière ou d'une autre. Et ainsi la rumeur de la Mère de Dieu thaumaturge, qui rend possible la miséricorde vécue, fait bientôt le tour. Ehrlich pousse bientôt le battage médiatique du "miracle" à l'extrême, et lorsque Stadler ne veut plus faire partie de ce spectacle de cirque, ses ouailles, maintenant dirigés par Ehrlich, se retournent contre lui. Le propriétaire du cinéma a même l'audace de poursuivre le père Stadler et d'installer un panneau d'affichage devant le portail de l'église. Stadler en a maintenant marre et décide à donner une leçon à sa communauté.

## Fiche technique
- Titre : Les cloches sonnent pour tout le monde
- Titre original : Die Glocke ruft
- Réalisation : Franz Antel
- Scénario : Kurt Nachmann, Rolf Olsen
- Musique : Johannes Fehring
- Direction artistique : Sepp Rothauer
- Photographie : Hans Heinz Theyer
- Montage : Arnfried Heyne
- Production : Franz Antel, Paul Löwinger
- Société de production : Gyula-Trebitsch-Film, Neusser-Film, Schönbrunn-Film, Österreichische Film
- Société de distribution :
- Pays d'origine :  Autriche
- Langue : allemand
- Format : Couleur - 1,66:1 - Mono - 35 mm
- Genre : Comédie
- Durée : 80 minutes
- Dates de sortie :
  - Autriche : 30 septembre 1960.
  - RFA : 20 octobre 1960.
  - France : 16 avril 1965[1].

## Distribution
- Hans Holt : Père Stadler
- Oskar Sima : August Ehrlich
- Annie Rosar : Mme Cilli
- Paul Löwinger : Bartl
- Rolf Olsen : Herrmann Ziervogel, le coiffeur
- Ewald Balser : L'évêque
- Sieghardt Rupp : Franz Stadler
- Franz Muxeneder : Martin
- Christine Buchegger : Lena
- Helga Franck (de) : Uschi Ehrlich
- Ilse Peternell : Mme Ziervogel
- Toni von Bukovics : Grand-mère Bacher
- Raoul Retzer : Le bourgmestre
- Bernhard Ilming : Peterl
- C. W. Fernbach : Sepp, menuisier
- Max Horak : Lois, menuisier
- Otto Ambros : le secrétaire de l'évêque
- Fritz Puchstein :	le fonctionnaire
- Anneliese Niessner : la serveuse

## Production
Après l'échec de Le Trésor des SS, Franz Antel décide de tourner un autre Heimatfilm avec son équipe bien établie, même si l'ère des Heimatfilms conventionnels touche clairement à sa fin. Le film s'inspire de Don Camillo.
À la recherche d'un nouveau visage pour les jeunes rôles principaux, il se tourne vers le séminaire Max-Reinhardt. Le père de Senta Berger, encore mineure, refuse, Marisa Mell vient de tourner son premier film, Antel choisit alors Christine Buchegger.
Le film est tourné dans l'Tauplitzalm sous le titre provisoire Glocken der Heimat. Il a pour titre à la sortie Glocken läuten überall en Autriche et Die Glocke ruft en Allemagne.